# Kreisgericht Anykščiai
Das Kreisgericht Anykščiai (lit. Anykščių rajono apylinkės teismas) ist ein Kreisgericht mit vier Richterinnen in Litauen. Das zuständige Territorium ist die  Rajongemeinde Anykščiai. Das Gericht der 2. Instanz ist das Bezirksgericht Panevėžys. Im Gericht arbeiten vier Gerichtsverhandlungssekretärinnen, zwei Richtergehilfen, eine Büroleiterin, eine Gerichtsfinanzistin, eine Büro-Sekretäterin, eine Bürospezialistin, eine Archivarin, ein Informatiker und ein Leiter der Haushaltsabteilung.
Adresse: A. Baranausko a. 10, LT-29132, Anykščiai.

## Gerichtspräsident
- Zita Gavėnienė (* 1957)